# La Coursive
Résidence
La Coursive est une salle de spectacles et un centre culturel de La Rochelle dans la Charente-Maritime. Classée « Scène nationale » depuis 1990, la programmation est consacrée aux spectacles vivants.  Elle est l'une des deux salles de concert de la ville avec La Sirène (salle de concert)

## Présentation

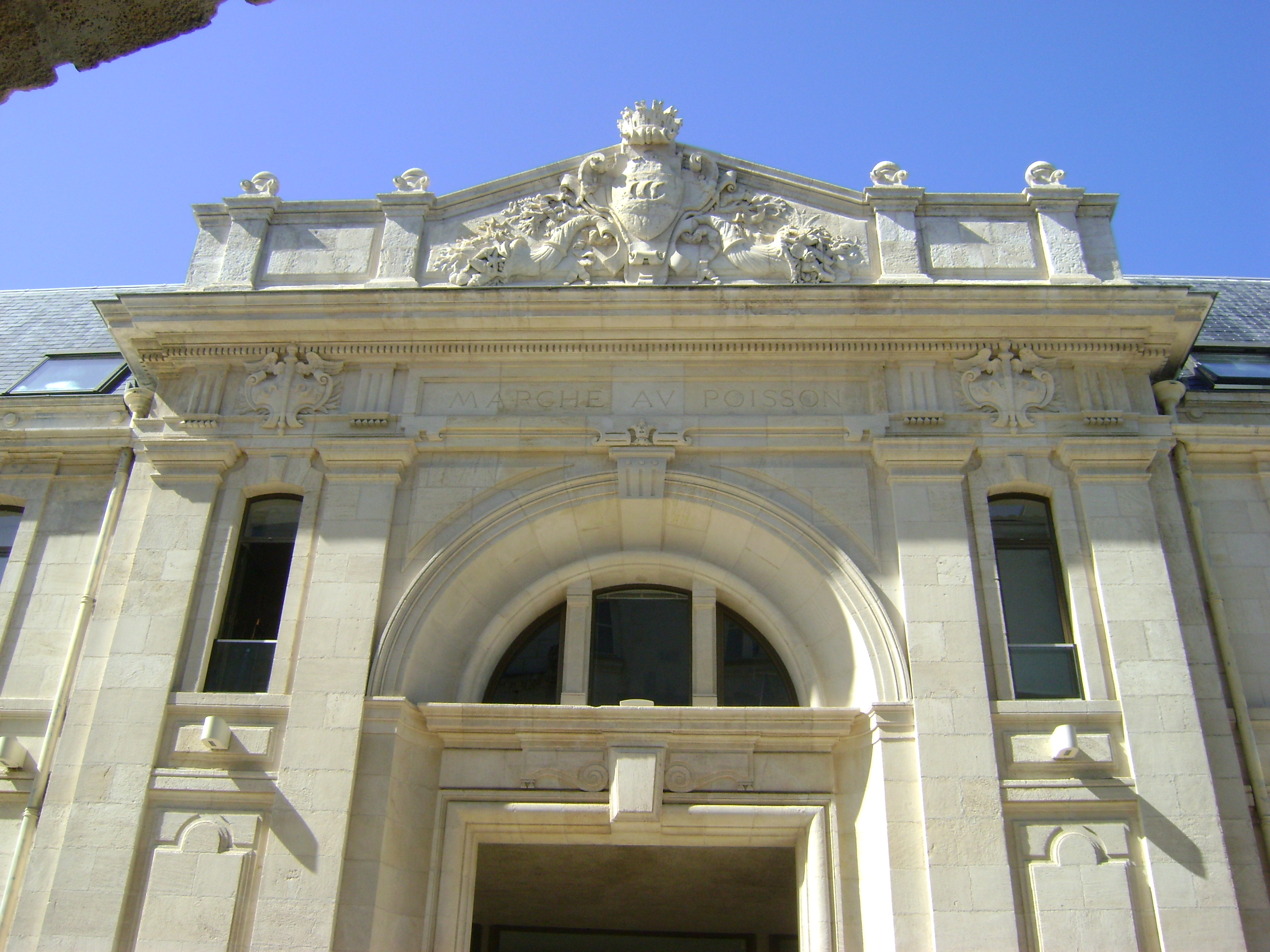
Façade de La Coursive, portant l'inscription du « Marché au poisson ».

La salle est le résultat de la restructuration de l'ancien couvent des Pères Carmes de la rue Saint-Jean-du-Pérot construit en 1665, devenu manufacture des Tabacs à la Révolution française, puis entrepôt des douanes à partir de 1803. Les bâtiments deviennent propriété de la ville de La Rochelle en 1842 avant d'être transformés en halle aux poissons en 1847, fonction qu'ils occuperont pendant plus d'un siècle.
En 1950, les bâtiments sont aménagés pour devenir une salle des sports destinés à devenir une maison de la culture à la fin des années 1970. Tout l'ensemble, à l'exception de la façade et du cloître intérieur, est démoli en 1979 et totalement reconstruit sur les plans des architectes Boutet, Guinut, Gonfreville et Goujon, et du scénographe Igor Hilbert pour faire place à La Coursive en février 1982. En 1990, La Coursive devient Scène nationale de La Rochelle.